# Crème de whisky

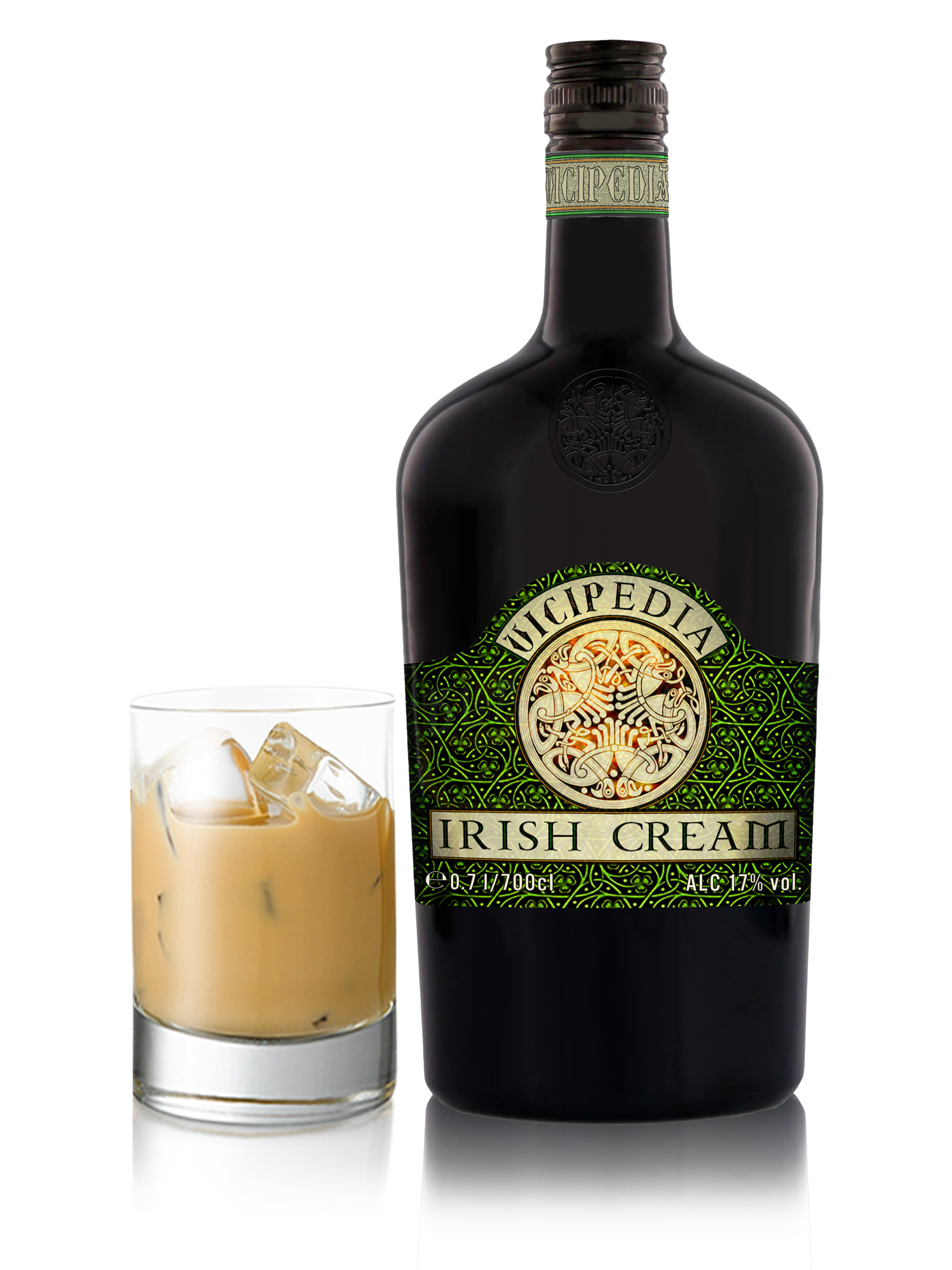
Crème de whisky.

La crème de whisky est une liqueur fabriquée à partir de crème de lait et de whisky. La variété « crème irlandaise » (Irish cream) est une désignation géographique donnée aux crèmes de whisky fabriquées en Irlande à partir d'ingrédients irlandais selon des règles strictes.

## Caractéristiques
La crème de whisky est une liqueur dont la teneur en alcool varie normalement entre 15 et 20 % vol. ; en général, cette quantité d'alcool devrait être suffisante pour conserver la crème sans avoir à utiliser de conservateurs supplémentaires. Il a une consistance crémeuse et une couleur brun clair ou dorée (la teinte est donnée par les proportions de crème et de whisky contenues). La saveur peut varier en fonction des épices supplémentaires (généralement la vanille, le cacao ou le sucre) mais, dans tous les cas, elle doit conserver des notes douces et sucrées et un soupçon d'alcool pas trop élevé.

### Crème irlandaise
La crème irlandaise ou Irish cream est une liqueur protégée par l'appellation d'indication géographique protégée européenne (code de référence no 32) et soumise au jugement du ministère irlandais de l'agriculture. Pour bénéficier de cette appellation, la liqueur de crème de whisky doit être produite en Irlande (y compris l'Irlande du Nord), selon des méthodes réglementées, et doit contenir 10 % de crème (exclusivement locale), 1 % de whisky irlandais et un taux d'alcool supérieur à 15 % vol. ; l'embouteillage peut être effectué en dehors de l'île mais, dans ce cas, il doit être prouvé. D'autres ingrédients (arômes, épaississants, stabilisants et émulsifiants) peuvent être présents dans les doses définies par la réglementation. Le produit final doit présenter toutes les caractéristiques, le goût et les propriétés définis par ces paramètres. L'Irish cream ne peut être produite dans des formulations permettant sa reconstruction ultérieure en dehors de l'île (par exemple, la lyophilisation).

## Histoire
La première crème au whisky fut Baileys, conçue et créée, entre 1973 et 1974, par un groupe d'employés de Gilbeys of Ireland comme liqueur d'exportation,. Après la création de cette liqueur, surtout dans les années 1980 et 1990, le produit a acquis une notoriété mondiale et un certain nombre de marques sont nées dans la lignée du géniteur. Dans les années 2000, les premières variantes aromatisées ont vu le jour.

## Marques
Bien que le principal producteur de crème de whisky soit Diageo sous la marque Baileys, il existe un certain nombre de fabricants sur le marché, y compris des marques de détaillants (Lidl, Aldi, Tesco, etc.). Les marques de crème I.G. irlandais sont :
- Baileys (Diageo)
- Brogan's Irish Cream (First Ireland Spirits)
- Feeney's Irish Cream (First Ireland Spirits)
- Five Farms (indépendant [12])
- Molly's Irish Cream (Terra)
- O'Caseys's Irish Cream (First Ireland Spirits)
- Merrys Irish Cream (Merrys)

D'autres marques non I.G. de crème de whisky incluent :
- Brady's (Castle Brands)
- Carolans (Campari)
- Kerrygold (Ornua)
- O'Mara's Country Cream (First Ireland Spirits)